# Ковело (Каліфорнія)
Ковело (англ. Covelo) — переписна місцевість (CDP) в США, в окрузі Мендосіно штату Каліфорнія. Населення — 1394 особи (2020).

## Географія
Ковело розташоване за координатами 39°48′1″ пн. ш. 123°15′11″ зх. д. / 39.80028° пн. ш. 123.25306° зх. д. (39.800278, -123.252954).  За даними Бюро перепису населення США в 2010 році переписна місцевість мала площу 18,49 км², з яких 18,38 км² — суходіл та 0,11 км² — водойми.

### Клімат
| Клімат : Ковело         | Клімат : Ковело | Клімат : Ковело | Клімат : Ковело | Клімат : Ковело | Клімат : Ковело | Клімат : Ковело | Клімат : Ковело | Клімат : Ковело | Клімат : Ковело | Клімат : Ковело | Клімат : Ковело | Клімат : Ковело | Клімат : Ковело |
| Показник                | Січ.            | Лют.            | Бер.            | Квіт.           | Трав.           | Черв.           | Лип.            | Серп.           | Вер.            | Жовт.           | Лист.           | Груд.           | Рік             |
| Абсолютний максимум, °C | 25,6            | 27,8            | 31,1            | 34,4            | 40,0            | 42,2            | 45,6            | 46,1            | 45,6            | 40,0            | 31,1            | 23,9            | 46,1            |
| Середній максимум, °C   | 11,3            | 14,1            | 16,7            | 20,1            | 24,6            | 29,2            | 34,2            | 33,7            | 31,2            | 24,2            | 15,5            | 10,9            | 22,2            |
| Середній мінімум, °C    | −0,9            | 0,4             | 1,7             | 3,0             | 5,6             | 8,4             | 10,9            | 9,8             | 7,2             | 3,9             | 1,3             | −0,1            | 4,3             |
| Абсолютний мінімум, °C  | −13,9           | −12,2           | −7,8            | −5,6            | −2,8            | −0,6            | 2,8             | 2,8             | −2,2            | −8,3            | −10             | −22,8           | −22,8           |
| Норма опадів, мм        | 208             | 168             | 141             | 66              | 35              | 11              | 1               | 7               | 14              | 64              | 142             | 201             | 1058            |
| Днів з опадами          | 13              | 12              | 12              | 8               | 5               | 2               | 0               | 1               | 2               | 6               | 11              | 13              | 85,0            |
| ----------------------- | --------------- | --------------- | --------------- | --------------- | --------------- | --------------- | --------------- | --------------- | --------------- | --------------- | --------------- | --------------- | --------------- |
| Джерело: WRCC           |                 |                 |                 |                 |                 |                 |                 |                 |                 |                 |                 |                 |                 |

## Демографія
Згідно з переписом 2010 року, у переписній місцевості мешкало 1255 осіб у 481 домогосподарстві у складі 283 родин. Густота населення становила 68 осіб/км².  Було 542 помешкання (29/км²).
Расовий склад населення:
| - 48,7 % — білих - 37,8 % — корінних американців - 1,1 % — чорних або афроамериканців - 0,8 % — азіатів - 3,9 % — осіб інших рас |

До двох чи більше рас належало 7,6 %. Частка іспаномовних становила 13,0 % від усіх жителів.
За віковим діапазоном населення розподілялося таким чином: 27,0 % — особи молодші 18 років, 57,7 % — особи у віці 18—64 років, 15,3 % — особи у віці 65 років та старші. Медіана віку мешканця становила 35,8 року. На 100 осіб жіночої статі у переписній місцевості припадало 97,3 чоловіків;  на 100 жінок у віці від 18 років та старших — 99,6 чоловіків також старших 18 років.
Середній дохід на одне домашнє господарство  становив 43 977 доларів США (медіана — 30 458), а середній дохід на одну сім'ю — 50 025 доларів (медіана — 30 997). За межею бідності перебувало 40,7 % осіб, у тому числі 77,9 % дітей у віці до 18 років та 9,0 % осіб у віці 65 років та старших.
Цивільне працевлаштоване населення становило 464 особи. Основні галузі зайнятості: роздрібна торгівля — 26,3 %, сільське господарство, лісництво, риболовля — 22,4 %, освіта, охорона здоров'я та соціальна допомога — 13,6 %, будівництво — 9,7 %.